# 山崎泰孝
山崎 泰孝（やまさき やすたか、1935年11月18日 - 2016年2月29日）は、日本の建築家。山崎泰孝+AZ環境計画研究所を主宰し代表を務めた。

## 経歴
兵庫県芦屋市生まれ。京都府立鴨沂高等学校を経て、1960年早稲田大学第一理工学部建築学科卒業。1960年〜1970年坂倉準三建築研究所（現・坂倉建築研究所）。1973年、株式会社アズ・インスティチュート（AZ Institute　AZ環境計画研究所）設立。1976年福井工業大学教授（ - 1996年）、1997年近畿大学文芸学部芸術学科教授（ - 2003年）（近畿大学日本文化研究所）。
1977年｢善光寺別院願王寺｣で。昭和51年度 日本建築学会賞（作品）。1998年｢芦屋市民センター･ルナホール｣で第2回日本建築家協会25年賞受賞。その他の作品に日本料理店桜会、Y STUDIO、グランディア芳泉、登米祝祭劇場、扶桑文化会館、ヴェールルージュ美容専門学校、飯塚記念病院など、多数。

## 著書
- 『ホールの計画と運営 伝統芸能劇場から新多目的ホールまで』鹿島出版会, 1987.2
- 『劇場の計画と運営 やわらかい建築へ』鹿島出版会, 2000.2